# Чемпионат Республики Карелия по футболу
Чемпионат Республики Карелия по футболу — футбольный турнир, проводимый в Республике Карелия.
Право на проведение соревнований принадлежит Министерству по делам молодёжи, физической культуре и спорту Республики Карелия, Федерации футбола Республики Карелия. Соревнование проводят ГУ РК Центр спортивной подготовки «Школа высшего спортивного мастерства», Федерация футбола Республики Карелия, главные судейские коллегии.
Соревнования проходят в несколько этапов — зональные турниры в 2-3 зонах в два круга на своём поле и поле соперника (в зависимости от количества команд), финальный турнир для четырёх лучших команд. Победитель получает право участвовать в Кубке Чемпионов МРО «Северо-Запад».

## История
Первенство Олонецкой губернии по футболу проводилось с 1920 года. В нём участвовали многие команды, которые потом участвовали в Первенстве Карелии.
Первенство Карельской АССР по футболу существовало с начала 1930-х годов. В 1932 г. между собой соревновались команды из Вознесенья, Сороки, Петрозаводска, сильнейшим было петрозаводское «Динамо». В 1934 г. во Всекарельском розыгрыше по футболу лидерами были команда братьев Егоровых со станции Сорока и сборная Петрозаводска, которая и стала в этом году чемпионом республики. Осенью 1934 г. было проведено и осеннее первенство по футболу, в котором встречались сборные районов республики, первая и вторая сборные Петрозаводска. Победила первая сборная Петрозаводска, обыгравшая сборную Сороки.
В 1936 г. чемпионами розыгрыша стал Петрозаводский ДКА (Дом Красной Армии), победивший «Динамо» (Медвежьегорск), в осеннем розыгрыше победила команда «Динамо» (Петрозаводск), второе место команда РККА и третье «Спартак» (Петрозаводск).
В 1937 г. победителем республиканского первенства стало «Динамо» из Петрозаводска. Его главными конкурентами были «Энтузиаст» (Сорока), «Бумажник» (Кондопога), «Локомотив» (Кемь).
В 1938 г. во Всекарельском розыгрыше по футболу участвовали команды «Энтузиаст» (Сорока), «Спартак» (Петрозаводск), «Динамо» (Петрозаводск), «Бумажник» и «Бумажник-2» (Кондопога), «Динамо» (Медвежьегорск), «Динамо» (Соловки), «Локомотив» (Петрозаводск), Дом Красной Армии (Петрозаводск), сборная Пудожа и сборная Кеми.
Победу в нём одержала команда ДКА (Петрозаводск), обыгравшая в финале «Динамо» (Медвежьегорск).
В 1939 г. чемпионом первенства республики стала команда «Рот Фронт» Онежского тракторного завода.
В первенстве Карельской АССР также постоянными участниками были футбольные команды Кандалакши, Медвежьегорска, Олонца, Шелтозера, «Динамо»(Соловецкие острова).
После преобразования Карельской АССР в Карело-Финскую республику в ней, в послевоенное время стал проводиться чемпионат этой союзной республики и розыгрыш кубка. Команда - победитель кубка Карело-Финской ССР получала право участвовать в розыгрыше Кубка СССР по футболу, а команда - чемпион Карело-Финской ССР - право участвовать в переходных матчах с командой мастеров, участвовавшей в Чемпионате ССР по футболу от КФССР.
С 1956 г. — с её преобразованием в автономную республику проводился чемпионат по футболу Карельской АССР (в настоящее время Чемпионат по футболу Республики Карелия). В это время чемпионат Карельской АССР проходил в 2 этапа — в начале проводились зональные соревнования в южной и северной зонах, и финальные — в которых победители 2 зон — команды районов республики встречались с командами города Петрозаводска, который чаще всего представляли «Динамо», армейская команда и «Торпедо» (сменившее в дальнейшем имя на команду Онежского тракторного завода).
В 1956, 1966, 1970 и 1974 гг. чемпионат не проводился, вместо него в рамках республиканских спартакиад проводились матчи между футболистами районов республики и Петрозаводска, статус победителя соревнований по футболу в рамках спартакиады приравнивался к чемпиону Карелии.
В конце 1980-х — начале 1990-х существовал клубный зачет, в котором учитывались результаты взрослой и юношеской команды в чемпионате КАССР.
С преобразованием Карельской АССР в Республику Карелия в 1991 г., чемпионат стал называться Чемпионатом Карелии по футболу. Кроме основного, имелось первенство второй группы (лиги) среди команд районов.
Наиболее титулованными командами являются «Невская косметика» (ранее называвшаяся «Машиностроитель», «Тяжбуммаш», «Петрозаводскбуммаш», «Мясокомбинат») — под разными названиями 15 раз становилась чемпионом Карелии, «Динамо» (Петрозаводск; также называвшаяся в 1993—2001 гг. «Визит» и ГТС) — 11 раз становилась чемпионом (без учёта довоенного первенства Карелии), «Энергогарант» (Петрозаводск; ранее — «Автомобилист», «Автоколонна 1126») — 5 раз становилась чемпионом Карелии.

## Таблица призёров
| Год  | Чемпион                                 | Второй призёр                      | Третий призёр                           |
| ---- | --------------------------------------- | ---------------------------------- | --------------------------------------- |
| 1948 | Динамо (Петрозаводск)                   | Беломорск                          | Локомотив (Петрозаводск)                |
| 1949 | Динамо (Петрозаводск)                   | Локомотив (Петрозаводск)           | ОДО (Петрозаводск)                      |
| 1950 | ОДО (Петрозаводск)                      | Локомотив-2 (Петрозаводск)         | Динамо (Петрозаводск)                   |
| 1951 | Динамо (Петрозаводск)                   | Спартак Петрозаводск               | ОДО Петрозаводск                        |
| 1952 | Динамо (Петрозаводск)                   | ОДО (Петрозаводск)                 | Локомотив (Петрозаводск)                |
| 1953 | Динамо (Петрозаводск)                   | Локомотив (Петрозаводск)           | Сортавала                               |
| 1954 | Динамо (Петрозаводск)                   | ОДО (Петрозаводск)                 | Сортавала                               |
| 1955 | ОДО (Петрозаводск)                      | Динамо (Петрозаводск)              | Медвежьегорск                           |
| 1956 | Петрозаводск                            | Сортавальский район                | Кемский район                           |
| 1957 | Окружной спортивный клуб (Петрозаводск) | Динамо (Петрозаводск)              | Торпедо (Петрозаводск)                  |
| 1958 | Динамо (Петрозаводск)                   | ОТЗ (Петрозаводск)                 | Окружной спортивный клуб (Петрозаводск) |
| 1959 | Динамо (Петрозаводск)                   | ОТЗ (Петрозаводск)                 | Окружной спортивный клуб (Петрозаводск) |
| 1960 | ОТЗ (Петрозаводск)                      | Динамо (Петрозаводск)              | "Трактор"-ЦРМ (Петрозаводск)            |
| 1961 | ОТЗ (Петрозаводск)                      | Пудож                              | Сортавала                               |
| 1962 | СКА (Петрозаводск)                      | Сортавала                          | Суоярви;ЦРММ (Петрозаводск)             |
| 1963 | Динамо (Сортавала)                      | Армейская команда Петрозаводска    | Ладога (Сортавала)                      |
| 1964 | Ладога (Сортавала)                      | Армейская команда Петрозаводска    | ОТЗ                                     |
| 1965 | Сокол (Петрозаводск)                    | Ладога (Сортавала)                 | ОТЗ                                     |
| 1966 | Сборная Петрозаводска                   | Сборная Кондопоги                  | ?                                       |
| 1967 | ОТЗ (Петрозаводск)                      | Медвежьегорский район              | Энергия (Сортавала)                     |
| 1968 | Динамо (Сортавала)                      | ОТЗ                                | Пудож                                   |
| 1969 | Ладога (Сортавала)                      | Динамо (Сортавала)                 | Энергия (Сортавала)                     |
| 1970 | Петрозаводск                            | Сортавала                          | Медвежьегорск                           |
| 1971 | Гарнизон (Петрозаводск)                 | Буревестник (Петрозаводск)         | «Сувенир» (Олонец).                     |
| 1972 | ОТЗ (Петрозаводск)                      | ПЛМК                               | Кондопога                               |
| 1973 | ПЛМК (Петрозаводск)                     | Кондопога                          | Онежский тракторный завод               |
| 1974 | Октябрьский район г. Петрозаводска      | ?                                  | ?                                       |
| 1975 | ПЛМК (Петрозаводск)                     | Сегежа                             | Автомобилист (Петрозаводск)             |
| 1976 | ПЛМК (Петрозаводск)                     | ЦБК Кондопога                      | ПО Целлюлозмаш                          |
| 1977 | Машиностроитель (Петрозаводск)          | ПЛМК (Петрозаводск)                | Строитель (Олонец)                      |
| 1978 | Машиностроитель (Петрозаводск)          | Строитель (Олонец)                 | ПЛМК                                    |
| 1979 | Машиностроитель (Петрозаводск)          | Строитель (Олонец)                 | ?                                       |
| 1980 | Машиностроитель (Петрозаводск)          | Строитель (Олонец)                 | Шуйско-Виданский лесопункт (Чална)      |
| 1981 | Машиностроитель (Петрозаводск)          | Онежец (Петрозаводск)              | Строитель (Олонец)                      |
| 1982 | Машиностроитель (Петрозаводск)          | Строитель (Олонец)                 | Шуйско-Виданский лесопункт (Чална)      |
| 1983 | Машиностроитель (Петрозаводск)          | Шуйско-Виданский лесопункт (Чална) | Строитель (Олонец)                      |
| 1984 | Машиностроитель (Петрозаводск)          | Строитель (Олонец)                 | Шуйско-Виданский леспромхоз (Чална)     |
| 1985 | Машиностроитель (Петрозаводск)          | Строитель (Олонец)                 | Горняк (Костомукша)                     |
| 1986 | Машиностроитель (Петрозаводск)          | Горняк (Костомукша)                | Буревестник (Петрозаводск)              |
| 1987 | Машиностроитель (Петрозаводск)          | Сортавала                          | Динамо Петрозаводск                     |
| 1988 | Машиностроитель (Петрозаводск)          | Онежец (Петрозаводск)              | Динамо (Петрозаводск)                   |
| 1989 | Машиностроитель (Петрозаводск)          | Динамо (Петрозаводск)              | Радиотехник (Петрозаводск)              |
| 1990 | Ладога (Питкяранта)                     | Реболы (Реболы)                    | Кондопога                               |
| 1991 | Автомобилист (Петрозаводск)             | Ладога (Питкяранта)                | Динамо (Петрозаводск)                   |
| 1992 | Автомобилист (Петрозаводск)             | Ладога (Питкяранта)                | Динамо (Петрозаводск)                   |
| 1993 | Автомобилист (Петрозаводск)             | Динамо (Петрозаводск)              | Ладога (Сортавала)                      |
| 1994 | ФК Сортавала (Сортавала)                | Спартак (Петрозаводск)             | Динамо-Визит (Петрозаводск)             |
| 1995 | ФК Сортавала (Сортавала)                | Мясокомбинат (Петрозаводск)        | Динамо-Визит (Петрозаводск)             |
| 1996 | ГТС (Петрозаводск)                      | ФК Сортавала                       | Автоколонна 1126 (Петрозаводск)         |
| 1997 | ГТС (Петрозаводск)                      | ФК Сортавала                       | ДЮСШ-7 (Петрозаводск)                   |
| 1998 | ГТС (Петрозаводск)                      | Мясокомбинат (Петрозаводск)        | ФК Сортавала                            |
| 1999 | Мясокомбинат (Петрозаводск)             | Автоколонна 1126 (Петрозаводск)    | ДЮСШ-7 (Петрозаводск)                   |
| 2000 | Автоколонна 1126 (Петрозаводск)         | Мясокомбинат (Петрозаводск)        | ФК Сортавала                            |
| 2001 | ФК Кондопога-2 (Кондопога)              | Невская косметика (Петрозаводск)   | ДЮСШ-7                                  |
| 2002 | Невская косметика (Петрозаводск)        | Автоколонна 1126 (Петрозаводск)    | Олония (Олонец)                         |
| 2003 | КАРАЛ (Надвоицы)                        | Автоколонна 1126 (Петрозаводск)    | Алви (Пряжа)                            |
| 2004 | КАРАЛ (Надвоицы)                        | ФК Кондопога                       | Свят (Пряжа)                            |
| 2005 | КАРАЛ (Надвоицы)                        | Свят (Пряжа)                       | ФК Кондопога                            |
| 2006 | КАРАЛ (Надвоицы)                        | Свят (Пряжа)                       | Карелия                                 |
| 2007 | КАРАЛ (Надвоицы)                        | Свят (Пряжа)                       | ФК Кондопога                            |
| 2008 | Северный колледж (Сегежа)               | ФК Кондопога                       | Виктория (Сортавала)                    |
| 2009 | Автоспецтранс (Петрозаводск)            | Фортуна (Сегежа)                   | Виктория (Сортавала)                    |
| 2010 | ФК Кондопога                            | ДЮСШ-7-АСТ (Петрозаводск)          | Виктория (Сортавала)                    |
| 2011 | Автоспецтранс (Петрозаводск)            | Виктория (Сортавала)               | Медгора (Медвежьегорск)                 |
| 2012 | Виктория (Сортавала)                    | МВД (Петрозаводск)                 | ФК Сегежа                               |
| 2013 | Триумф (Петрозаводск)                   | МВД (Петрозаводск)                 | Медгора                                 |
| 2014 | Карелия (Петрозаводск)                  | Триумф (Петрозаводск)              | ФК Медгора                              |
| 2015 | Энергогарант (Петрозаводск)             | ДЮСШ-7 (Петрозаводск)              | Триумф (Петрозаводск)                   |
| 2016 | Медвежьегорск                           | Триумф (Петрозаводск)              | Виктория (Сортавала)                    |
| 2017 | Виктория (Сортавала)                    | ФК Сегежа                          | Энергогарант (Петрозаводск)             |
| 2018 | Триумф (Петрозаводск)                   | Энергогарант (Петрозаводск)        | Медвежьегорск                           |
| 2019 | СШ-7 (Петрозаводск)                     | Альянс (Петрозаводск)              | Триумф (Петрозаводск)                   |
| 2020 | СШ-7 (Петрозаводск)                     | Триумф (Петрозаводск)              | СШ-7-2004 (Петрозаводск)                |
| 2021 | Триумф-Ярмарка (Петрозаводск)           | СШ-7 (Петрозаводск)                | Альянс (Петрозаводск)                   |
| 2022 | СШ-7 (Петрозаводск)                     | Триумф (Петрозаводск)              | Стандарт (Петрозаводск)                 |
| 2023 | Триумф-Ярмарка (Петрозаводск)           | ГУОР (Кондопога)                   | Стандарт (Петрозаводск)                 |
| 2024 | Триумф-Ярмарка (Петрозаводск)           | ГУОР (Кондопога)                   | СШ-7-2006 (Петрозаводск)                |